# ضويحي بن رميح
الشاعر ضويحي بن رميح (1840 - يناير 1907)، شاعر كويتي واحد مبتكري فن القلطة.

## نبذة عن حياته
ولد الشاعر ضويحي بن فهد بن رميح الهرشاني في فريج البدر في منطقة القبلة في الكويت في عام 1840م وهو من الراشد من قبيلة الهرشان ويعتبر أول من سكن الكويت من الراشد وهو من أكبر شعراء عصره وكانت حياته بين البداوة والبحر ولكن أكثر قصائده قالها وهو في البحر. درس في الكتاتيب وعمل بحارا إذ دخل «السفر» و«الغوص» وهو في الخامسة عشرة من عمره وتدرج في المراتب البحرية من تباب إلى بحار ثم إلى سيب ثم إلى غيص.

## بدايته الشعرية
كتب الشعر مع بداية شبابه ولعل طبيعة حياة الشقاء والمعاناة هي أكثر سمات شعره وقد أطلق عليه الأديب عبد الرزاق العدساني لقب «شاعر البحر» لأنه كان كثيرا ما يكتب الشعر وهو في البحر والتي تتضمن حنينه لوطنه الكويت ولأهله ولأصحابه.
ومن مميزات شعره أنه مجدد مع المزج بين ألفاظ المدينة والبداوة وله الفضل في ابتكار فن «القلطة».
ولم يحصل على حقه كمبدع لأسباب عدة منها انه توفي في عام 1907م ، إضافة إلى عدم تطرق الباحثين إليه لولا أن قام الأديب عبد الرزاق العدساني بتدوين سيرته وجمع ما استطاع من شعره في كتاب في عام 1998م.

## أشهر قصائده
للشاعر قصائد رائعة منها «يا بن سالم» و«يا جر قلبي لدن الغصون» التي غنتها الكثير من الفرق الشعبية كما أن له قصيدة باتت جزء من الثقافة الكويتية الشعبية هي أغنية «مباركين عرس الأثنين» وهي فن الفريسني ويتم ترديدها في كل عرس مع التحريف من قبل الفرق النسائية الشعبية التي تردد خطأ
مباركين عرس الأثنين
ليلة ربيع عينه قمره
بينما النص الأصلي هو:
ومن روائعه أيضا قصيدة «يا جر قلبي لدن الغصون» التي انتشرت في الكويت وبعض الدول الخليجية في روايات عدة والفنان إبراهيم الصولة أشهر من غناها كما غنتها الكثير من الفرق الشعبية الكويتية إضافة إلى بعض المطربين الشعبيين في المملكة العربية السعودية منهم الفنان حجاب بن نحيت.